# 钦廉专区
钦廉专区，中华人民共和国广东省已撤消的行政区，在今广西壮族自治区南部。1950年8月30日，广东省人民政府通知，合浦县、灵山县、钦县、防城县从南路专区划出，设置钦廉专区。专员公署驻北海市。辖原南路专区所属合浦、钦县、灵山、防城4县。
1951年2月19日，广东省人民政府通知，决定将钦廉专区所属的合浦县、灵山县、钦县、防城县、北海市委托广西省领导。3月，专署移治钦州镇，并改称钦州专区。 1952年3月8日，钦州专区正式划归广西省。